# Nam tiến
Nam tiến (Chữ Nho: 南進) là quá trình mở rộng lãnh thổ của người Việt về phương nam trong lịch sử Việt Nam. Nam tiến là một phần quan trọng nhất trong quá trình mở rộng lãnh thổ của dân tộc Việt. Quá trình này đã mở rộng lãnh thổ từ thời điểm độc lập ban đầu cho đến hình dạng lãnh thổ như ngày nay. Nam tiến và bang giao với các triều đại Trung Quốc được xem là hai nội dung quan trọng của lịch sử Việt Nam.
Thời kỳ đầu mới giành được độc lập tự chủ, lãnh thổ Đại Việt bao gồm khu vực đồng bằng châu thổ sông Hồng, các đồng bằng nhỏ ven biển Bắc Trung Bộ, đèo Ngang là cực nam của đất nước. Sau các cuộc chiến tranh với Chăm Pa, nước Đại Việt dần bắt đầu mở rộng lãnh thổ. Đến năm 1611, người Việt đã định cư đến khu vực Phú Yên hiện nay. Vào thời Trịnh–Nguyễn phân tranh, các chúa Nguyễn tiếp tục mở rộng lãnh thổ của mình về phía Nam. Việc đặt dinh Trấn Biên vào năm 1698 là dấu mốc quan trọng trong việc định cư của người Việt tại Nam Bộ. Năm 1757, dưới thời chúa Nguyễn Phúc Khoát, Nam tiến được xem là đã hoàn thành. Từ đó, quá trình Nam tiến chuyển dần sang hướng Tây, hướng về lãnh thổ Campuchia ngày nay. Cuộc Nam tiến của nước Việt đã tiêu diệt hoàn toàn Chăm Pa, chiếm diện tích lớn lãnh thổ Chân Lạp, và sáp nhập toàn bộ vùng Tây Nguyên. Sự mở rộng lãnh thổ của người Việt dưới thời hoàng đế Minh Mạng là nỗ lực đẩy mạnh bành trướng sang phía Tây nhưng vấp phải phản ứng tranh chấp quyết liệt với Nhà nước Xiêm La (Thái Lan) và chỉ dừng hẳn khi  thực dân Pháp xâm lược và đô hộ Việt Nam.

## Lịch sử

### Sáp nhập Chăm Pa
Từ thế kỷ 10 trở đi thường xuyên có các cuộc giao tranh giữa các vương triều của Đại Việt ở phía Bắc với Chăm Pa ở phía Nam, như các cuộc chiến vào các năm 982, 1044, 1069, 1367–1396, 1400–1407, 1446. Năm 988, dưới thời Lê Đại Hành, nhà Tống từng gây sức ép buộc Đại Cồ Việt không được nam tiến. Năm 1044, với lý do người Chăm đã bỏ cống liên tục suốt 16 năm, vua Lý Thái Tông chinh phạt Chăm Pa, đập phá quốc đô Phật Thệ (Kandapurpura), giết vua Sạ Đẩu và 30.000 quân Chăm Pa, bắt sống 5.000 người, bắt 30 con voi mang về.
Năm 1069, với một lý do tương tự là bỏ cống, liên tục trong 4 năm, đồng thời vua Chăm Pa là Chế Củ (Rudravarman III) cũng chuẩn bị quân đội có ý chống Đại Việt, vua Lý Thánh Tông thân chinh cùng Lý Thường Kiệt mang 50.000 quân vào đánh Chăm Pa, bắt được vua Chế Củ. Nhà dân trong và ngoài thành Phật Thệ, hơn 2.660 căn, đều bị thiêu rụi sạch. Để cầu hòa, Chế Củ dâng đất của ba châu Bố Chính, Địa Lý và Ma Linh. Vua Lý cho đổi châu Địa Lý làm châu Lâm Bình, châu Ma Linh làm châu Minh Linh.
Năm 1306 là giai đoạn Chăm Pa và Đại Việt có mối giao hảo tốt đẹp, trước đó hai nước đã từng cùng liên minh chống quân Mông-Nguyên xâm lược, Nhà Trần đã gả Công chúa Huyền Trân cho vua Chăm Pa bấy giờ là Chế Mân (Jaya Simhavarman), Chế Mân đã dâng đất gồm Châu Ô và Châu Rí làm sính lễ cưới hỏi. Các vùng đất này được vua Trần Anh Tông đổi tên là Thuận Châu và Hóa Châu, lãnh thổ Đại Việt phía nam tới Hải Vân Quan.
Những năm đầu thời kỳ nhà Hồ, từ 1400 đến 1403, nhà Hồ liên tục đem quân tấn công Chăm Pa. Năm 1402, Hồ Hán Thương mang quân đi đánh Chăm Pa, hai bên giao chiến đều có thiệt hại nhưng cuối cùng quân Chăm Pa bị thua, vua Chăm Pa là Ba Đích Lại (Jaya Indravarman VII) dâng voi trắng, voi đen và xin nộp đất Chiêm Động để làm điều kiện cho nhà Hồ lui quân. Hồ Quý Ly không chấp nhận, bắt phía Chăm Pa phải làm tờ biểu khác và dâng cả đất Cổ Lũy. Vua Ba Đích Lại thế yếu phải chấp nhận yêu sách của vua nhà Hồ, bèn chuyển dân về phía Nam và nộp đất Chiêm Động, Cổ Lũy. Năm 1403, Hồ Hán Thương lại ra lệnh đóng thêm chiến thuyền để tiếp tục đánh Chăm Pa. Nhà Hồ mang 200.000 quân đánh Chăm Pa lần thứ ba, quân nhanh chóng tiến đến bao vây kinh thành Chà Bàn của Chăm Pa. Tướng Phạm Nguyên Khôi vây hãm Chà Bàn hơn một tháng nhưng không hạ được. Quân Đại Ngu hết lương, đành phải rút về. Phần lãnh thổ Đại Việt có được từ Chăm Pa trước đó là Chiêm Động, Cổ Lũy bị họ lấy lại sau khi nhà Hồ sụp đổ vào năm 1407.
Trong thời kỳ đầu nhà Hậu Lê, Chăm Pa và Đại Việt quan hệ tương đối giao hảo nhưng đến năm 1470, quan hệ giữa Đại Việt và Chăm Pa trở nên căng thẳng, vua Lê Thánh Tông phái danh tướng Đinh Liệt đưa 200.000 quân đánh Chăm Pa. Năm 1471, quân Việt phá tan kinh đô Chà Bàn, vua Trà Toàn (Maha Sajan) bị bắt và chết trên đường áp giải về Thăng Long. Lê Thánh Tông đã sáp nhập miền bắc Chăm Pa, từ đèo Hải Vân đến đèo Cù Mông vào Đại Việt, đặt tên vùng đất mới là thừa tuyên Quảng Nam. Sau đó, quân đội nhà Lê tiếp tục tiến tới phía nam vùng đất Phú Yên ngày nay, Lê Thánh Tông đã cho khắc chữ vào vách đá trên đỉnh núi Thạch Bi, ghi công mở đất và phân định ranh giới. Chữ ấy nay vẫn còn, nhưng nét chữ lờ mờ sứt mẻ, không thể trông rõ.
Thời Trịnh – Nguyễn phân tranh, do áp lực từ các cuộc tấn công của chúa Trịnh ở phương bắc và nhu cầu mở rộng đất đai, các chúa Nguyễn đã bắt đầu một công cuộc mở mang bờ cõi nước Việt về phía Nam. Năm 1611, vua Po Nit tiến đánh Quảng Nam, trước hành động này, chúa Nguyễn Hoàng phái Văn Phong đem quân vào đánh nước Chăm Pa lấy đất lập ra phủ Phú Yên chia ra làm hai huyện là Đồng Xuân và Tuy Hòa, nay thuộc Phú Yên.
Năm 1653, vua nước Chăm Pa là Bà Tấm (Po Nraop) nhằm đòi lại đất Phú Yên đã đưa quân sang đánh chiếm. Chúa Nguyễn Phúc Tần sai quan cai cơ là Hùng Lộc mang 30.000 quân sang đánh. Bà Tấm thua trận xin hàng, chúa Nguyễn để từ sông Phan Rang trở vào cho vua Chăm Pa, còn từ sông Phan Rang trở ra lấy làm phủ Thái Khang và Diên Ninh, sau đổi làm phủ Diên Khánh. Phủ Diên Ninh ngày nay là tỉnh Khánh Hoà, phủ Thái Khang ngày nay là Ninh Thuận.
Năm 1693, với lý do vua nước Chăm Pa là Bà Tranh (Po Saot) bỏ không tiến cống, chúa Nguyễn là Nguyễn Phúc Chu sai tổng binh Nguyễn Hữu Cảnh đem binh đi đánh bắt được Bà Tranh cùng thân thuộc áp giải về Phú Xuân (Huế). Chúa Nguyễn đổi đất Chăm Pa làm Thuận Phủ, nay thuộc Bình Thuận. Đất này cho con cháu của Bà Tranh làm đề đốc trấn giữ, bắt họ đổi y phục như người Việt Nam để phủ dụ dân Chăm Pa. Tuy nhiên, do sự chống đối của người Chăm và do cần tập trung cho việc khai phá đất Nam Bộ của Chân Lạp nên qua năm 1697, chúa Nguyễn đổi Thuận Phủ ra làm Thuận Thành trấn, dành cho người Chăm Pa cơ chế tự trị nhưng vẫn phải thuộc sự bảo hộ của chúa Nguyễn. Mãi đến năm 1832, vua Minh Mạng xóa bỏ cơ chế tự trị này và lập tỉnh Bình Thuận.

### Chiếm đất Chân Lạp

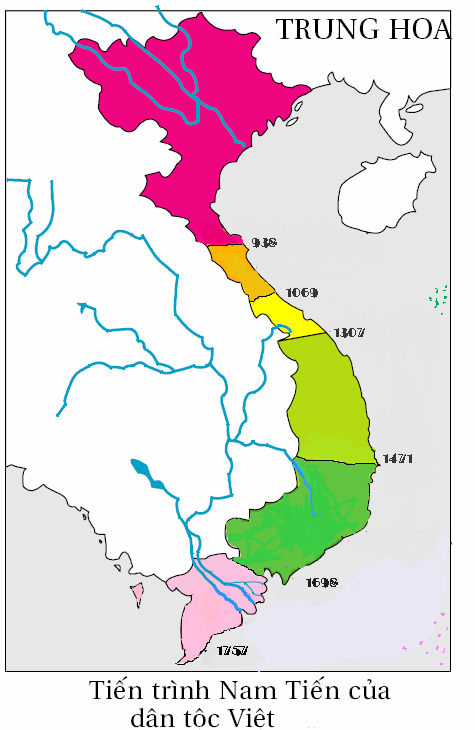
Các triều đại phong kiến của Việt Nam liên tục mở rộng lãnh thổ xuống phía Nam

Các vùng đất mà ngày nay là Bà Rịa, Biên Hòa, Sài Gòn vốn dĩ là đất của Chân Lạp, về sau các dòng người di cư của dân Việt từ miền Trung đã vào khai khẩn đất để làm ruộng và buôn bán. Năm 1623, chúa Nguyễn Phúc Nguyên nhân quan hệ hữu hảo cha vợ – con rể với vua Chân Lạp Chey Chettha II, đã mượn vùng đất Prei Nokor (Sài Gòn ngày nay) của Chân Lạp đặt trạm và quan chức thu thuế lưu dân Việt đang sinh sống xung quanh Sài Gòn, Biên Hòa, Bà Rịa.
Năm 1658, thời vua Chân Lạp là Nặc Chân (Ramathipadi I), nước Chân Lạp lục đục nội chiến. Chúa Nguyễn Phúc Tần đã giúp một hoàng thân Chân Lạp là Nặc Xô (Barom Reachea VIII) lên ngôi, đáp lại vị vua mới của Chân Lạp đã ký hiệp ước triều cống chúa Nguyễn hàng năm và cho phép người Việt được làm chủ vùng đất đã khai hoang ở Sài Gòn, Đồng Nai, Bà Rịa.
Năm 1679, các viên quan nhà Minh gồm Dương Ngạn Địch và phó tướng Hoàng Tiến là Tổng binh Trấn thủ đất Long môn (Quảng Tây - Trung Quốc), Trần Thượng Xuyên và phó tướng Trần An Bình là tổng binh châu Cao, Lôi, Liêm (Quảng Đông - Trung Quốc) không chịu làm tôi nhà Thanh, đem 3.000 người cùng 50 chiếc thuyền sang xin ở làm dân Đại Việt. Chúa Nguyễn Phúc Tần nhân muốn khai khẩn đất Chân Lạp, bèn cho vào ở đất Đông Phố (Gia Định). Những người này cùng với những lưu dân người Việt định cư trước đó đã chia nhau ở đất Đồng Nai, Biên Hòa, Mỹ Tho, cày ruộng, làm nhà, lập ra phường phố, có người phương Tây, Nhật Bản, Chà Và đến buôn bán khá đông.
Năm 1698, chúa Nguyễn Phúc Chu sai Nguyễn Hữu Cảnh làm quản lý các vùng đất ở Chân Lạp. Ông chia đất Đông Phố ra làm dinh, làm huyện, lấy Đồng Nai làm huyện Phúc Long, dựng dinh Trấn Biên, lập Sài Gòn làm huyện Tân Bình dựng dinh Phiến Trấn, rồi sai quan vào cai trị. Chúa Nguyễn lại chiêu mộ thêm những người di dân từ miền Trung vào để lập ra thôn xã và khai khẩn ruộng đất, những người Việt và người Hoa ở đây đều thuộc về sổ bộ nước Việt của chúa Nguyễn. Năm 1699 vua Nặc Thu (Chey Chettha IV) của Chân Lạp tổ chức một cuộc phản công nhằm giành lại nhưng bị thất bại.
Năm 1680, Mạc Cửu, một người gốc Quảng Đông, khi nhà Thanh diệt nhà Minh đã cùng gia quyến khoảng 200 người bỏ sang Mang Khảm (nay là Hà Tiên), Chân Lạp. Ông khai khẩn và cai quản 7 xã gồm toàn lưu dân, gọi là Hà Tiên. Mạc Cửu mở rộng đất đai của mình gồm vùng đất Hà Tiên, Rạch Giá, Phú Quốc khi đó đang thuộc Chân Lạp nhưng Chân Lạp không kiểm soát được. Năm 1708, để tránh áp lực thường xuyên cướp phá của quân Xiêm La, Mạc Cửu đã dâng đất khai phá xin nội thuộc về chúa Nguyễn Phúc Chú, chúa Nguyễn đổi tên thành Trấn Hà Tiên, phong cho Mạc Cửu làm chức Tổng binh, cai quản đất Hà Tiên. Khi ông mất, con là Mạc Thiên Tứ lại được làm chức đô đốc, tiếp tục cai quản Hà Tiên. Mạc Thiên Tứ đắp thành, xây lũy, mở chợ, làm đường và đưa người về dạy Nho học để khai phóng hóa và nhân bản hóa đất Hà Tiên.
Năm 1732, chúa Nguyễn Phúc Chú tiến chiếm vùng đất ngày nay là Vĩnh Long, Bến Tre, dựng dinh Long Hồ trực thuộc phủ Gia Định. Từ năm 1735 – 1739, Mạc Thiên Tứ mở rộng đất đai kiểm soát của mình sang phần đất Cà Mau, Bạc Liêu, Hậu Giang, Cần Thơ ngày nay. Đưa thêm các vùng đất mới này vào Trấn Hà Tiên thuộc lãnh thổ xứ Đàng Trong. Với việc đặt chân đến Cà Mau, Nam tiến coi như hoàn tất.
Năm 1755, biết vua Chân Lạp là Nặc Nguyên (Ang Snguon) thông sứ với chúa Trịnh ở ngoài Đàng Ngoài để lập mưu đánh mình, chúa Nguyễn Phúc Khoát sai Nguyễn Cư Trinh sang đánh Nặc Nguyên. Năm 1756, Nặc Nguyên thua bỏ thành Nam Vang chạy sang Hà Tiên nhờ vả Mạc Thiên Tứ, rồi ông xin dâng hai vùng Tầm Bôn và Lôi Lạp (nay là Tân An và Gò Công) cho chúa Nguyễn để cầu hòa. Năm 1757, Nặc Nguyên mất, chú họ là Nặc Nhuận dâng hai vùng đất ngày nay là Trà Vinh và Ba Thắc (Sóc Trăng) xin chúa Nguyễn Phúc Khoát phong cho làm vua Chân Lạp. Nhưng việc chưa thành thì Nặc Nhuận bị người con rể là Nặc Hinh giết và cướp ngôi. Quan tổng suất là Trương Phúc Du mang quân sang đánh thắng Nặc Hinh. Chúa Nguyễn cho lập Nặc Tôn, con Nặc Nhuận vốn đang nương nhờ Mạc Thiên Tứ ở Hà Tiên trong lúc hoạn nạn làm vua Chân Lạp. Nặc Tôn dâng đất Tầm Phong Long (vùng đất nằm giữa sông Tiền và sông Hậu tương ứng với Châu Đốc, Sa Đéc) để tạ ơn chúa Nguyễn. Nặc Tôn lại dâng 5 phủ là Vũng Thơm, Cần Bột, Chân Rùm, Sài Mạt, Linh Quỳnh để tạ ơn riêng Mạc Thiên Tứ, Mạc Thiên Tứ đem những đất ấy dâng chúa Nguyễn, chúa cho thuộc về trấn Hà Tiên cai quản. Từ 1698 đến 1757, các chúa Nguyễn đã đặt xong cơ sở hành chính trên khắp Nam Bộ.

### Sáp nhập Tây Nguyên
Tây Nguyên là địa bàn sinh sống của người Thượng, vùng nằm ở vị trí giữa 3 nhà nước: đế chế Khmer, vương quốc Chăm Pa và các vương quốc trên lãnh thổ Lào, là nơi giao thoa văn hóa và tranh giành ảnh hưởng giữa các nước. Vùng cũng có quan hệ lịch sử văn hóa với cả Đại Việt. Khu vực này là vùng xung đột chủ yếu giữa người Chăm và Khmer, nó không thực sự thuộc về bên nào khi thì thuộc Chăm Pa, khi thì thuộc về đế chế Khmer. Phần lớn thời gian, từ giữa thế kỷ 12 đến năm 1471, Tây Nguyên thuộc chủ quyền của nước Chăm Pa.
Từ thời các chúa Nguyễn, các bộ lạc ở Tây Nguyên mà mạnh nhất là bộ tộc người Gia Rai với các vị tiểu vương Thủy Xá, Hỏa Xá đã từng triều cống chính quyền Đàng Trong. Vào thời vua Minh Mạng, nhà Nguyễn tăng cường kiểm soát vùng đất Tây Nguyên.
Đến thời Pháp thuộc, người Pháp tìm cách tách hẳn Tây Nguyên ra khỏi Việt Nam thành một vùng riêng biệt. Bên cạnh đó, họ khai phá, thiết lập hệ thống chính quyền và đưa người Kinh từ đồng bằng lên đây sinh sống.
Đến thời Việt Nam Cộng hòa, tổng thống Ngô Đình Diệm cho hủy bỏ Hoàng triều Cương thổ, sáp nhập Tây Nguyên vào Việt Nam cộng hòa. Về sau Cộng hòa Xã hội Chủ nghĩa Việt Nam tiếp tục đưa người đến khai phá để phát triển kinh tế vùng này.

## Khái niệm Nam tiến
Công cuộc mở rộng lãnh thổ của dân tộc Việt về phía Nam đã diễn ra trong nhiều thế kỷ, mãi cho đến thế kỷ 20 thì khái niệm Nam tiến được đưa ra bởi các học giả, các nhà nghiên cứu Việt Nam. Năm 1959, Lâm Hoài Nam có bài Một tài liệu về cuộc di dân Nam Tiến của tiền nhân, đăng trên báo Thủ đô. Năm 1961, Nguyễn Đăng Thục có nội dung "Cuộc nam tiến của Việt Nam" trong Văn hóa Việt Nam với Ðông Nam Á, xuất bản tại Sài Gòn trên tạp chí Văn hóa Á châu. Năm 1965, Tùng Phong trong Chính đề Việt Nam, xuất bản bởi nhà xuất bản Đồng Nai, đã sử dụng một tiêu đề "công cuộc Nam tiến của dân tộc Việt Nam". Năm 1969, Nguyễn Ðăng Thục có bài "Cuộc nam tiến của Việt Nam" đăng trong Kỷ yếu tuần lễ văn hóa xuất bản ở Sài Gòn. Năm 1970, tác giả Hãn Nguyễn phát hành quyển Hà Tiên, chìa khóa Nam tiến của dân tộc Việt Nam xuống đồng bằng sông Cửu Long xuất bản bởi tạp chí Sử Địa. Cùng năm, Nguyễn Đăng Thục có bài Nam tiến Việt Nam, đăng trên tạp chí Sử Địa và bài Hai trào lưu di dân Nam tiến, đăng trên tạp chí Việt Nam Khảo cổ tập san, số 6 (năm 1970). Phù Lang Trương Bá Phát có bài Lịch sử cuộc Nam tiến của dân tộc Việt Nam, bài đăng trên tạp chí Sử Địa, số 19-20 (năm 1970). Ngoài ra còn nhiều tác phẩm, bài báo khác nữa. Tất cả được xem xét là chịu ảnh hưởng và kế thừa ý tưởng từ bài báo La Formation du pays d’Annam trên tạp chí Nam Phong, số 131, của tác giả Hưng Giang viết vào tháng 7 năm 1928. Đây được xem là bài viết đầu tiên có sử dụng "Nam tiến", nhằm ca ngợi cho quá trình tiến về phía Nam của dân tộc Việt.
Theo các tác giả Bruce Lockhart và Trần Kỳ Phương trong The Cham of Vietnam: History, Society and Art (Người Chăm ở Việt Nam: Lịch sử, Xã hội và Nghệ thuật), Nam tiến do đó là một khái niệm mới và nó được đặt ra bởi những nhà nghiên cứu theo chủ nghĩa dân tộc. Nam tiến là một khái niệm được tạo ra để mô tả quá trình mở rộng vốn dĩ là tập hợp các sự kiện rời rạc trong nhiều thế kỷ, các sử sách xưa viết về quá trình mở rộng tuy khá đầy đủ nhưng cũng chỉ là biên niên sử. Việc tiến về phương Nam chỉ là các hoạt động mở rộng, di dân đến định cư, khai khẩn đất đai đơn thuần. Trong quyển sách Dân tộc học Việt Nam thế kỷ XX và những năm đầu thế kỷ XXI của tác giả Khổng Diễn xuất bản năm 2003 bởi Nhà xuất bản Khoa học xã hội, sử sách xưa đã khái quát hóa các sự kiện mở rộng là "nam tiến" và khái niệm này mới chỉ ra xu thế và phương hướng mà thôi. Nhưng không chỉ là một khái niệm mô tả sự mở rộng đơn thuần, các tác giả Bruce Lockhart và Trần Kỳ Phương cũng nhận định khái niệm Nam tiến đã được xem xét và được củng cố bởi giới tri thức miền Nam Việt Nam trên khía cạnh chủ nghĩa dân tộc. Chính họ đã đánh giá đó là lịch sử thực tế và đã được thiết lập. Cả hai tác giả nhìn nhận đây là mục đích chủ nghĩa dân tộc rõ ràng. Giới tri thức miền Nam coi Nam tiến là sự tự hào dân tộc, giải thích sự thống trị của Việt Nam bởi người Việt về chủng tộc và văn hóa. Đến khi Việt Nam thống nhất vào năm 1975, giới trí thức miền Bắc Việt Nam thì trái ngược lại, họ nhấn mạnh đến sự đoàn kết đa sắc tộc và sự chung sống hòa bình tương hỗ giữa người Việt và các dân tộc khác, ủng hộ tính đa dân tộc. Tuy nhiên, họ phớt lờ mô tả quá trình Việt hóa Chăm Pa và Việt hóa các dân tộc khác, cũng như hạn chế sử dụng khái niệm Nam tiến.
Một số học giả ngoài Việt Nam đề cập việc truy ngược lại tất cả các ghi chép, biên niên sử, văn bản và bia ký thực sự của Việt Nam thời tiền thuộc địa, không có bất kỳ một tham chiếu nào liên quan đến chính sách hay phong trào về sự bành trướng nào mà ngày nay được mô tả là Nam tiến. Nhà sử học người Mỹ Michael Vickery xem xét quá trình mở rộng là không ổn định, các giai đoạn của quá trình này cho thấy không có chính sách mở rộng. Theo nhà sử học Keith Taylor thì từng giai đoạn mà lãnh thổ được mở rộng được gắn với một sự kiện cụ thể nào đó trong xung đột Việt-Chăm, và điều đó không gắn với chính sách mở rộng nào.
Ngay từ cuối thế kỷ 19, các học giả người Pháp đã xác định các vương quốc Ấn Độ hóa như Angkor và Chăm Pa, vốn đã bị suy giảm chủ yếu từ chủ nghĩa bành trướng của Việt Nam, và mô tả người Việt như những nhân vật phản diện chính. Qua đó, người Pháp đã cường điệu hành động của họ như những người "giải cứu" những "nền văn minh đã mất" và ngăn chặn di sản của họ hoàn toàn bị "nuốt chửng" bởi quá trình thực dân và đồng hóa của người Việt. Sau năm 1954, các học giả ở miền Bắc và miền Nam Việt Nam đã có những phản ứng khác nhau đối với các nghiên cứu về Chăm Pa của Pháp. Trong khi các học giả Hà Nội phổ biến "lịch sử đa dân tộc" và tinh thần "đoàn kết giữa các dân tộc chống quân xâm lược và bọn thống trị phong kiến" để phù hợp với hoạt động cách mạng của họ nên bản thân Chăm Pa ít được chú ý. Nhưng ngược lại, những học giả theo chủ nghĩa dân tộc Việt Nam cực đoan, lại bị mê hoặc bởi cách giải thích thổi phồng của người Pháp về cuộc chinh phục Chăm Pa của người Việt, họ đã bắt đầu sử dụng nó như một bằng chứng cho "sự vĩ đại của người Việt". Và do đó, góp phần củng cố khái niệm Nam tiến.

### Khái niệm Nam tiến ở miền Nam Việt Nam
Tác phẩm nổi tiếng nhất về cuộc Nam tiến là Việt sử: xứ đàng trong, 1558-1777: cuộc nam-tiến của dân-tộc Việt-Nam của tác giả Phan Khoang xuất bản ở Sài Gòn. Cuốn sách được đánh giá là chi tiết nhất về Nam tiến. Trong cuốn sách, tác giả đưa ra một cái nhìn khá mạnh mẽ về thành kiến, lấy người Việt làm trung tâm và định kiến tiêu cực đối với "những người bị chinh phục". Nội dung chính của cuốn sách là về cuộc "mở rộng" của người Việt được cho là chắp ghép các sự kiện không liên quan và cách xa nhau, di dân dọc theo bờ biển từ đồng bằng sông Hồng được cho là bắt đầu vào thế kỷ 11 để đến đồng bằng sông Cửu Long vào thế kỷ 18. Nội dung về Chăm Pa bắt đầu được nhìn nhận như một vương quốc thống nhất duy nhất, tương tự như nội dung của các học giả Pháp thời kỳ đầu, và truy tìm nguồn gốc của vương quốc là từ nước Lâm Ấp, một nhà nước Ấn Độ hóa. Những tác phẩm nghiên cứu ít chú ý đến các nhóm dân tộc Chăm, Khmer và các nhóm bản địa khác. Họ được các tác phẩm nghiên cứu thời thuộc địa trước đó coi là có cùng "nguồn gốc Ấn Độ hóa" một cách bừa bãi. Những học giả thời kỳ thuộc địa đã đưa ra những khái niệm mang tính khuôn khổ châu Âu trắng trợn như 'các khu vực văn minh Hán hoặc Ấn Độ', phủ nhận và hạ thấp những thành tựu của các dân tộc bản địa phi nhà nước ở Đông Nam Á. Nhưng chúng vẫn được sử dụng rộng rãi cho đến ngày nay. Phan Khoang diễn giải về các cuộc chiến tranh giữa Chăm Pa và Đại Việt là do "sự xâm lược của người Chăm", ông tuyên bố rằng "sự kém cỏi và hiếu chiến của người Chăm là nguyên nhân cuối cùng dẫn đến sự sụp đổ của họ". Ông thuyết phục rằng người Chăm là "dân tộc yếu hơn" phải nhường chỗ cho "dân tộc mạnh hơn" là người Việt. Phan Khoang giải thích sự sụp đổ của khu tự trị Chăm cuối cùng vào năm 1832 bắt nguồn từ cuộc nổi dậy của họ và tỏ ra không mấy thương xót cho số phận của người Chăm sau này. Cuối cùng, Phan Khoang đã diễn giải làm nổi bật "sức sống mãnh liệt của dân tộc Việt Nam" đã quét sạch Chăm Pa và mang lại một cảm giác biết ơn về lòng tự hào dân tộc.
Một tác giả nổi tiếng khác về Nam tiến ở miền Nam là Phạm Văn Sơn (1915–1978). Trong phần Nam tiến của bộ Quốc sử Việt sử tân biên năm 1959, Phạm Văn Sơn đã cổ vũ ca khúc khải hoàn môn Cạnh tranh sinh tồn (thuyết Darwin) cho Nam tiến. Ông lập luận rằng người Chăm đã tiến hành nhiều cuộc xâm nhập biên giới chống lại "người Giao Chỉ và người An Nam thuần Việt" trong thời kỳ cai trị bởi các triều đại Trung Quốc trước thế kỷ thứ 10, ông biện minh cho các cuộc xâm lược của người Việt vào Chăm Pa trong thế kỷ 10 đó là một quả báo. Nước Việt  "giành được độc lập từ Trung Quốc" bắt đầu di dân về phía nam liên tục và điều này không thể ngăn cản vì người Chăm, Khmer là các dân tộc bản địa "thiếu năng lực và khả năng tiến bộ để phát triển, và họ vẫn còn trong tình trạng sơ khai."

### Mở rộng khái niệm
Nam tiến cũng đã được đề xuất là một khái niệm có phạm vi bao phủ rộng lớn hơn, về mặt thời gian nó đã xảy ra trong hàng nghìn năm chứ không phải từ thế kỷ 11. Đối với khái niệm rộng hơn này, cơ sở lịch sử là sự kiện người Việt, hay chính xác hơn là Bách Việt cư trú ở miền Nam Trung Quốc từ thời cổ đại, từ  lưu vực sông Dương Tử kéo dài đến miền Bắc Việt Nam. Vào thế kỷ thứ 3 trước Công nguyên, nhà Tần tiến hành chiến tranh thống nhất Trung Quốc. Sau khi hoàn thành, họ đưa 50 vạn người nam chinh, tiến vào vùng đất rộng lớn phía nam của người Bách Việt. Trước sức ép bành trướng của nhà Tần, rồi sau đó là nhà Hán mà phải chạy về phương nam. Như thế, người Việt không chỉ bắt đầu "nam tiến" từ thế kỷ 11, trong thuở ban đầu giành được độc lập, do phải chịu sức ép xâm lược của nhà Tống tiến xuống nam, mà đã phải chạy không ngừng nghỉ về phía nam từ hàng nghìn năm trước đó.

## Tiến trình
Nam tiến được nhiều học giả trong nước đánh giá là bắt đầu cả một nghìn năm, gần như xuyên suốt lịch sử dân tộc Việt. bắt đầu vào quãng thế kỷ 11. Một quan điểm của các học giả Việt Nam tương đối muộn hơn đó là vào năm 1558 khi chúa Nguyễn mang gia tộc vào Nam. Họ đã theo cửa Việt tiến vào đóng tại đất Thuận Hóa, bắt đầu cho quá trình Nam tiến. Ngoài ra, một quan điểm khác cho rằng Nam tiến bắt đầu năm 1306 khi nhà Trần nhận sính lễ cưới hỏi của Chế Mân dâng lên là hai châu Ô, Rí. Người Việt vượt sông Hàn định cư kéo dài đến đèo Hải Vân. Phần lớn các quan điểm xác định thời gian Nam tiến bắt đầu là vào thế kỷ 11, tức là cách nay khoảng một nghìn năm.
Trái ngược lại với hầu hết quan điểm của Việt Nam về thời điểm bắt đầu của Nam tiến, đặc biệt là quan điểm phổ biến vào thế kỷ 11, theo nhiều học giả ngoài Việt Nam thì quá trình này chỉ thật sự bắt đầu từ khoảng thế kỷ 15, và thời điểm đó là sau cuộc chiến năm 1471. Các giai đoạn trước đó nhiều thế kỷ chỉ là các cuộc chiến tranh giữa Đại Việt và Chăm Pa, với sự thay đổi lãnh thổ qua lại giữa hai bên sau mỗi cuộc chiến tranh, chứ không phải việc xâm chiếm lãnh thổ rõ ràng và quyết đoán của người Việt. Tác giả Bruce Lockhart và Trần Kỳ Phương trong The Cham of Vietnam: History, Society and Art (Người Chăm ở Việt Nam: Lịch sử, Xã hội và Nghệ thuật) đã trích dẫn quan điểm của nhà nghiên cứu Shiro Momorki trong chương "Mandala Campa" góc nhìn từ tư liệu Trung Quốc rằng: "...mặc dù quan điểm phổ biến về sự bành trướng xuống phía nam (Nam tiến) của Đại Việt vững chắc và không thể đảo ngược, quá trình này chỉ được thực hiện sau thế kỷ XV..." Cũng trong sách này, quan điểm của tác giả John K. Whitmore trong chương Vị vua vĩ đại cuối cùng của Đông Nam Á cổ điển: Chế Bồng Nga và Chăm Pa thế kỷ Mười bốn được dẫn rằng: "...Huyền thoại một ngàn năm Nam tiến của người Việt Nam (Đẩy về phía Nam) giả định không thay đổi và sự di chuyển liên tục từ phương Bắc vào Nagara Chăm Pa. Thay vào đó, chúng ta cần xem xét các phạm vi bao quanh của mỗi mandala đang bị tranh chấp bởi cả Chăm Pa và Đại Việt, ít nhất là cho đến khi người Việt có thể nghiền nát Vijaya vào năm 1471..." Một quan điểm khác của Michael Vickery trong chương Xét lại Chăm Pa được đưa ra rằng: "...đến cuối, xung đột giữa hai bên chủ yếu là công bằng, và trong một phần tư cuối của thế kỷ XIV (1360–90), người Chăm gần như đã chinh phục toàn bộ Việt Nam. Chỉ sau thất bại của cuộc phiêu lưu đó, Đại Việt mới thống trị rõ ràng; do đó, thuật ngữ Nam tiến, nếu chính xác hoàn toàn, chỉ có thể được áp dụng từ đầu thế kỷ XV. Thật vậy, một thế hệ học giả mới của Việt Nam đã bác bỏ hoàn toàn khái niệm Nam tiến như một quá trình tuyến tính...", và "... Chỉ từ đầu thế kỷ XV, quan niệm truyền thống về một cuộc tiến công liên tục xuống phía nam (Nam tiến) của người Việt Nam mới hoàn toàn chính xác.
Về thời điểm chấm dứt, các học giả trong nước chỉ ra rằng quá trình Nam tiến đã hoàn tất, và thời điểm hoàn tất là vào năm 1757. Sau đó quá trình này chuyển hướng sang phía Tây. Nhưng các học giả ngoài Việt Nam như giáo sư người Hàn Quốc Song Jung Nam xác định Nam tiến vẫn tiếp diễn khi lấn sâu vào Campuchia và chỉ thật sự dừng lại bởi cuộc chinh phục của Pháp. Và nếu không có sự can thiệp của Pháp, đến nay có thể đã không tồn tại Campuchia, đất nước này đã nằm trong bản đồ Việt Nam.
Nhà báo, nhà nghiên cứu độc lập người Mỹ Tanner Greer nhận xét quá trình Nam tiến vẫn tiếp diễn kể cả khi Việt Nam đã trở thành thuộc địa của Pháp. Dù mức độ xung đột thời gian đầu không còn, người Việt và Campuchia đều chung sống hòa bình dưới chế độ thuộc địa Pháp. Càng về sau người Campuchia càng bất mãn, vì người Việt dưới chế độ thuộc địa Pháp là một dân tộc hưởng đặc quyền. Các dòng dân Việt vẫn tiếp tục di cư vào nội địa Campuchia không ngừng.

## Xu thế và động lực lịch sử
Tiến về phương nam xuất phát từ yếu tố địa chính trị và tương quan sức mạnh với các nước láng giềng. Đặc điểm địa lý là nhân tố ảnh hưởng lớn nhất đối với hướng mở rộng lãnh thổ, hướng Tây bị địa hình núi non ngăn cản, hướng Đông giáp biển, phía Bắc là cường quốc với lãnh thổ rộng lớn của người Hán; nên hướng thiên di, mở rộng khả thi nhất là tấn công và xâm chiếm các nước lân bang ở phương Nam. Đại Việt thường xuyên chiến tranh với các láng giềng, đặc biệt là Trung Quốc ở phía Bắc và Chăm Pa ở phía Nam. Nhiều thời điểm cả hai liên minh cùng tấn công Đại Việt, đưa đến sức ép lưỡng đầu thọ địch thường xuyên diễn ra. Dân tộc Việt đã đi đến việc tìm cách phá thế gọng kìm hai đầu là một xu thế tất yếu của lịch sử. Như thế, do nhu cầu an ninh mà lãnh thổ nước Đại Việt theo tiến trình lịch sử các triều đại phong kiến đã được mở rộng và do yếu tố địa chính trị mà chủ yếu mở dần từ Bắc vào Nam.
Tham vọng đất đai và đế quốc của người Việt cũng được xem là một trong các lý do của Nam tiến. Vấn đề quá tải dân số (vấn đề nhân mãn) cũng là lý do khác, từ thời nhà Lý đến nhà Nguyễn dù có bất kỳ biến động nào dòng chảy của người Việt di dân vẫn diễn ra không ngừng nghỉ. Trong dòng chảy đó, có bộ phận những người bất đồng chính kiến với vua quan, những người phạm nhân,.v.v. họ chạy vào Nam, trở thành một thành phần của dòng dân di cư.
Nguyên nhân trực tiếp của Nam tiến từ đầu thế kỷ 17 là cuộc nội chiến Trịnh- Nguyễn, trước áp lực của chúa Trịnh, chúa Nguyễn nghe lời Nguyễn Bỉnh Khiêm: "Hoàng Sơn nhất đái, vạn đại dung thân" vào Thuận Hóa, đóng lỵ sở ở Ái Tử, bước đầu củng có sức lực chống Trịnh. Chúa Nguyễn từng bước tiến dần xuống phía nam để mở mang lãnh thổ. Quá trình Nam tiến đã diễn ra đồng thời với cuộc chiến chống Trịnh, chúa Nguyễn vừa phải chống lại mũi lao đâm từ phía sau lưng vừa tiến về phía trước tạo lập cơ đồ. Hậu quả của cuộc chiến tranh này là sự thúc đẩy và hoàn thành quá trình tiến về phương Nam.
Bên cạnh lý do chính trị của chúa Nguyễn, kinh tế cũng là động lực của di dân, họ muốn tìm kiếm một cuộc sống thuận lợi hơn. Sách Ô Châu cận lục của Dương Văn An vào giữa thế kỷ 16 chép rằng: "...Đồng bằng thì nông trang vốn sẵn nghiệp nhà, bờ biển thì cá, muối là kho vô tận...Hải vị sơn hào của nhiều chan chứa. Cá tôm có sẵn ở sông bể, gỗ lấy ở núi rừng. Xóm làng trù mật nên gà chó từng đàn, cỏ nước ngon lành nên trâu bò béo tốt... đất cát phì nhiêu, được thóc gạo không cần khó nhọc...". Vào thế kỷ 18, trong Phủ Biên tạp lục Lê Quý Đôn viết về sự trù phú, phì nhiêu của Đàng Trong: "...Những sản vật quý phần nhiều xuất từ miền Nam. Xứ Quảng (kể cả Gia Định) là đất phì nhiêu nhất thiên hạ. Ở phủ Thăng Hoa, phủ Điện Bàn đồng ruộng rộng rãi, lúa tốt. Ba phủ Quy Nhơn, Quảng Nghĩa, Gia Định lúa gạo phần nhiều không kể xiết nhất là Gia Định có nơi cấy một hộc lúa giống thì gặt được 100 hộc, có nơi ruộng không cần cày, chỉ phác có rồi cấy... Ở Gia Định giá lúa rẻ chưa nơi nào như thế. Gạo nếp, gạo tẻ đều trắng trẻo, tôm cá rất to, ăn không hết...".
Nam tiến ở vùng Nam Bộ còn được đánh giá là hai cuộc nam tiến cùng lúc, một là, cuộc nam tiến của chúa Nguyễn, hai là, cuộc nam tiến của người Trung Quốc tị nạn chính trị khi Mãn Thanh chiếm đóng Minh.

## Chiếm dụng và đồng hóa
Người Việt đã phải trải qua hơn một nghìn năm Bắc thuộc, từ thế kỷ 2 trước Công nguyên cho đến năm 938 khi Ngô Quyền đánh bại thủy binh Nam Hán trên sông Bạch Đằng. Trong chiều dài lịch sử đó, văn hóa Trung Quốc đã ảnh hưởng mạnh mẽ, sâu đậm đến người Việt. Khi các dòng di dân người Việt tiến xuống phương Nam, đến sống trên các vùng đất của Chăm Pa, rồi sau đó là Chân Lạp, dân tộc Việt tiếp thu thêm một nguồn ảnh hưởng mạnh mẽ nữa của các dân tộc phía Nam.
Thực tế từ năm 1471, vương quốc Chăm Pa trở thành một nước thần phục. Sau cuộc chiến năm 1693, Chăm Pa đã không còn tồn tại như một vương quốc độc lập mà đã trở thành một đơn vị hành chính lãnh thổ đặc biệt của chính quyền chúa Nguyễn. Họ hưởng quyền tự trị kéo dài hơn 1 thế kỷ, cho đến năm 1832.
Các nhà nghiên cứu văn hóa Chăm Pa thời kỳ tiểu vương quốc Indrapura phát hiện không còn một vết tích nào, một câu hỏi lớn đặt ra phải chăng sự Nam tiến của chúa Nguyễn Hoàng vào thế kỷ 16 khi lấy đất Thuận Hóa làm kinh đô, đã loại bỏ các đền tháp của người Chăm rồi dựng nên những đền đài mới của người Việt.
Phần lớn sử liệu trong nước luôn phác họa Nam tiến như một quá trình bạo lực, là các cuộc chiến tranh, nhưng một số nhà nghiên cứu chỉ rõ Nam tiến không phải hoàn toàn như thế. Đó là một quá trình có tính hòa bình, kéo dài qua nhiều thế kỷ, người Việt di dân đến sống cùng người Chăm, người Khmer địa phương, khai hoang nhiều vùng đất. Người Việt đi đến đâu thì khai khẩn ruộng, sống bằng nghề nông, định cư để khẳng định chủ quyền.

### Ngũ điều Nghị định
Ngũ điều Nghị định là bản hiệp ước ký kết vào năm 1712 giữa chúa Nguyễn Phúc Chu và Trấn vương Chăm Pa. Bản hiệp ước quy định thẩm quyền xét xử của chúa Nguyễn đối với người Chăm; quy định các nghĩa vụ mà người Chăm phải thực hiện đối với chính quyền Đàng Trong. Quy định xung đột giữa người Việt và người Chăm sẽ do Trấn vương Chăm Pa cùng quan Cai bạ và quan Ký lục, là hai viên quan người Việt, cùng phán xét.

### Kế sách Tàm thực
Quá trình bành trướng lãnh thổ của dân tộc Việt là không ngừng suốt một nghìn năm, vào giữa thế kỷ 18 được ghi nhận một cách rõ ràng ở tầm mức chính sách dưới thời chúa Nguyễn tại Đàng Trong, với tên gọi kế sách Tàm thực. Nguyễn Cư Trinh - một danh sĩ dưới thời chúa Nguyễn Phúc Khoát và Nguyễn Phúc Thuần được xem là người đã tạo nên kế sách này. Kế sách này thông qua chiến tranh để lấy đất hoặc nhận đất do các vua Chân Lạp dâng lên. Mở rộng bờ cõi là mục tiêu, lấy đất mới giữ vững phần đất phía sau lưng, tiếp tục lấy đất từng bước, cho dân tụ họp về định cư. Vào năm 1756, kế sách này lần đầu thực thi, Chúa Nguyễn Phúc Khoát đã cho thu lấy hai vùng đất Tầm Bôn và Lôi Lạp, ngày nay là Gò Công và Tân An, ủy thác cho quan chức dưới quyền quản lý. Như thế, lấn dần từng bước, dân đi trước khai phá, khai phá đến đâu chính quyền xác lập chủ quyền đến đó là các bước của Tàm thực.

### Chính sách của Minh Mạng
Hoàng đế Minh Mạng đã tiến hành Hán hóa các dân tộc thiểu số như người Campuchia, tuyên bố di sản của Nho giáo và nhà Hán của Trung Quốc cho Việt Nam, và sử dụng thuật ngữ người Hán 漢人 (Hán nhân) để chỉ người Việt Nam. Minh Mạng tuyên bố, "Chúng ta phải hy vọng rằng thói man rợ của họ sẽ bị tiêu biến trong tiềm thức, và họ sẽ ngày càng bị tiêm nhiễm các phong tục Hán [Hán Việt]." Các chính sách này nhắm vào người Khmer và các dân tộc vùng núi. Chúa Nguyễn Nguyễn Phúc Chu đã gọi người Việt là "người Hán" vào năm 1712 để phân biệt với người Chăm. Các chúa Nguyễn cho lập đồn điền sau năm 1790. Vua Gia Long khi phân biệt giữa người Khmer và người Việt đã nói "Hán di hữu hạn [ 漢 夷 有 限 ]" nghĩa là "người Việt và người rợ phải rõ ràng ranh giới." Vua kế vị ông, Minh Mạng, đã thực hiện chính sách hội nhập tiếp biến văn hóa nhằm vào các dân tộc thiểu số không phải là người Việt. Vào những năm 1800, các danh xưng như Thanh nhân (清人, người nhà Thanh) hoặc Đường nhân (唐人, người nhà Đường) được người Việt Nam dùng để chỉ các dân tộc Trung Quốc, trong khi tự gọi mình là Hán dân (漢民) và Hán nhân (漢人).

### Yếu tố Di truyền
Đa hình nucleotide đơn cũng chỉ ra các dòng gen lịch sử, cho thấy yếu tố Đông Nam Á gia tăng trong dân số Việt Nam, điều này trùng với thời gian diễn ra cuộc Nam tiến. Các sự kiện nhân khẩu học lịch sử đã được kiểm tra bằng EBSP. Biểu đồ thu được từ haplogroup F1f cho thấy sự tồn tại của những thay đổi nhân khẩu học quan trọng xảy ra trong khoảng 1.000 năm qua ở người Việt và người Chăm ở phía Nam. Các ước tính về tỷ lệ di cư cho thấy rằng người Chăm không bị đồng hóa cũng như không tham gia trao đổi gen với các nhóm khác, về tổng thể cho thấy rằng có sự sụt giảm mạnh dân số Chăm Pa.

## Ảnh hưởng

### Ảnh hưởng của khái niệm
Trong quyển Shifting the Nationalist Narrative? Representing Cham and Champa in Vietnam's Museums and Heritage Sites (tạm dịch: Chuyển đổi chuyện kể dân tộc? Đại diện cho người Chăm và Chăm Pa trong các Bảo tàng và Di sản của Việt Nam) xuất bản năm 2019, các tác giả Rie Nakamura, Claire Sutherland cho rằng khái niệm Nam tiến đã có ảnh hưởng lớn đến Việt Nam.
Nam tiến đã được giới tri thức miền Nam Việt Nam vào thời kỳ Việt Nam cộng hòa đánh giá cao một cách đầy tự hào, về chiến thắng của người Việt và sự mở mang của lãnh thổ phía Nam. Các nội dung phổ biến chỉ rõ "những cánh đồng canh tác màu mỡ và của cải của miền Nam đã được tạo nên bởi người Việt văn minh nhiều hơn bộ phận dân cư không văn minh". Các dân tộc không phải là người Việt được miêu tả là lạc hậu và xa lạ, trái ngược với xã hội người Việt có văn hóa, hoàn thiện, đổi mới. Vì các nhóm không phải người Việt được miêu tả là trì trệ lạc hậu và không thể phản kháng, còn người Việt được chứng minh là vượt trội, nên Nam tiến được coi là một quá trình "mở rộng" ổn định và không thể đảo ngược.
Hiện nay, mặc dù hầu hết các học giả Việt Nam đã thực hiện rất nhiều nghiên cứu về các nền văn hóa không phải người Kinh (người Việt), nhưng họ không đồng nhất những nền văn hóa đó với sự hình thành của Việt Nam, cũng như không công nhận nguồn gốc đa văn hóa của Việt Nam. Trong quyển Soldered States: Nation-building in Germany and Vietnam (tạm dịch: Các quốc gia quân sự: Xây dựng quốc gia ở Đức và Việt Nam) xuất bản năm 2018, tác giả Claire Sutherland mô tả rằng chủ nghĩa dân tộc Việt Nam đã xây dựng một ảo tưởng về sự đồng nhất của mình, bà viết: "Official histories characterised Vietnam as a single, fixed bloc, with a common language, territory, economy and culture" ("Các tài liệu lịch sử chính thức đã mô tả Việt Nam như một khối duy nhất, cố định, có ngôn ngữ, lãnh thổ, kinh tế và văn hóa chung"). Bà lưu ý rằng theo góc nhìn sử Việt các nền văn hóa không phải của người Kinh bao gồm người Chăm và các dân tộc khác không phải là cốt lõi tạo nên quốc gia của Việt Nam. Điều này đã thể hiện qua cách bố trí hiện vật tại các viện bảo tàng, các hiện vật khảo cổ của các nền văn hóa không phải của người Kinh được để tách biệt, trong phòng riêng, không phải lịch sử, không phải là di sản, ít được chăm sóc, ngoại trừ có ý nghĩa thu hút du khách.
Theo nhà sử học Christopher Goscha trong tác phẩm năm 2016 của ông The Penguin history of Modern Vietnam, "Nam tiến" là một câu chuyện đậm chất dân tộc của người Việt. Câu chuyện đó tập trung vào tầm quan trọng của người Việt, các dân tộc khác vốn là các dân tộc bản địa sống phân bố trên khắp lãnh thổ chỉ có vị thế mờ nhạt. Họ chỉ thật sự được chính phủ Việt Nam phân loại trong thế kỷ 20 là dân tộc thiểu số. Ông đặt ra vấn đề nên tránh lấy một dân tộc làm chủ thể trung tâm, các bộ phận được xem là trung tâm và không trung tâm của Việt Nam cần được cân bằng.

### Chống lại Nam tiến
Nhà sử học người Mỹ gốc Úc Ben Kiernan trong tác phẩm năm 2008 Blood and Soil: Modern Genocide 1500-2000 của ông đã đề cập đến một trong những cuộc phản ứng của Chân Lạp nhằm vào người Việt. Sự kiện xảy ra vào năm 1667, khoảng một nghìn người Việt định cư đã bị tàn sát bởi người Khmer và người Hoa. Do những người Việt định cư bắt đầu sinh sống ở đồng bằng sông Cửu Long, nơi trước đây vốn dĩ là nơi sinh sống của người Khmer. Điều đó khiến người Việt phải hứng chịu đòn trả thù này.
Vào năm 1833, thủ lĩnh người Chăm Hồi giáo là Katip Suma đã lãnh đạo những người Chăm Hồi giáo bất mãn tiến hành một cuộc nổi dậy chống lại vua Việt Nam. Cuộc nổi dậy này được nhìn nhận là phong trào Jihad duy nhất được ghi lại trong lịch sử Việt Nam. Nguyên nhân ban đầu được xác định từ việc vị vua lãnh địa Panduranga, khu tự trị từ năm 1693 thần phục chúa Nguyễn là Po Tisuntiraidapuran liên minh với quân nổi dậy Tây Sơn. Và sau đó, từ năm 1802, Panduranga được nhà Nguyễn coi như một nước chư hầu, người Chăm lại tham gia nổi dậy của Lê Văn Duyệt. Khi Minh Mạng nắm quyền đã mong muốn thôn tính thực thể Chăm cuối cùng này. Khi cuộc nổi dậy của Lê Văn Duyệt bị dẹp vào năm 1832, Minh Mạng bắt giữ vị vua Chăm cuối cùng là Po Phaok The làm con tin tại triều đình Huế. Vua nhà Nguyễn đã buộc người Chăm phải hội nhập với văn hóa Việt, trong đó Hoàng đế Minh Mạng cưỡng bức người Chăm theo đạo Hồi ăn thằn lằn và thịt lợn, cưỡng bức người Chăm theo đạo Hindu ăn thịt bò, trái với ý muốn của họ, trừng phạt họ và đồng hóa họ với văn hóa Việt Nam. Đồng thời lệnh trừng trị những người bất đồng chính kiến và ủng hộ cuộc nổi dậy của Lê Văn Duyệt. Một quan chức được cử đến Panduranga với tư cách là quan thẩm phán nhằm trừng phạt những người Chăm bị nghi ngờ ủng hộ Lê Văn Duyệt. Bất mãn trước các hành động của nhà Nguyễn, thủ lĩnh Hồi giáo Katip Sumat đã tiến hành một cuộc nổi dậy chống vua Minh Mạng ở khu vực Phan Rang, tỉnh Ninh Thuận ngày nay và Tây Nguyên. Cuộc nổi dậy cuối cùng bị dập tắt vào đầu năm 1834.
Từ năm 1834 đến năm 1835 bùng nổ cuộc khởi nghĩa Ja Thak Wa bởi một thủ lĩnh người Chăm vùng Panduranga là Katip Thak Wa. Khởi nghĩa lan đến cả Phú Yên, nguyên nhân được xem là do bất mãn với việc Panduranga bị xóa bỏ và các chính sách đồng hóa nặng nề, cũng như việc đàn áp. Minh Mạng ra lệnh rằng mỗi người lính Nguyễn phải chém được ba đầu người Chăm theo phong trào Ja Thak Wa trong một ngày thì sẽ được thưởng. Quân lính Nguyễn tranh đua tàn sát hàng ngàn người Chăm để được hưởng tiền thưởng, gây ra thảm sát lớn. Đến tháng 4 năm 1835 thì Katip Thak Wa tử trận, cuộc khởi nghĩa thất bại.
Ngày 1 tháng 5 năm 1958, trên Tây Nguyên, một người Ê đê là Y Bhăm Êñuôl thành lập tổ chức BAJARAKA. Chủ trương của ông là đấu tranh bất bạo động yêu cầu chấm dứt sự phân biệt đối xử đối với các sắc tộc thiểu số. Ngày 25 tháng 7 năm 1958, BAJARAKA gửi thư đến tòa đại sứ Pháp, tòa đại sứ Hoa Kỳ và Liên Hợp Quốc tố cáo những hành vi phân biệt sắc tộc của chính quyền Việt Nam Cộng hòa và thỉnh cầu các nước can thiệp để người Thượng được độc lập. Trong tháng 8 và tháng 9 năm 1958, BAJARAKA cho tổ chức nhiều cuộc biểu tình tại Kon Tum, Pleiku, Buôn Ma Thuột nhưng đều bị chính phủ Việt Nam cộng hòa đàn áp, các lãnh tụ của phong trào đều bị bắt.
Một số nhóm người Thượng vốn được chính phủ Mỹ cấp vũ khí để tham gia vào cuộc chiến chống Cộng sản ở miền Nam từ năm 1956, họ tổ chức đội Dân sự Chiến đấu Thượng (Civilian Indigenous Defense Group, CIDG). Tháng 3 năm 1964, được sự ủng hộ của Mỹ, những người lãnh đạo phong trào BAJARAKA kết hợp với lãnh đạo của các sắc tộc người Thượng khác và người Chăm tại miền Trung thành lập Mặt trận Giải phóng Cao nguyên (tiếng Pháp: Front de Libération des Hauts Plateaux, FLHP). Kể từ sau khi tổng thống Ngô Đình Diệm bị lật đổ, chính quyền Việt Nam cộng hòa ngày càng có quan hệ xấu với họ, quân lực Việt Nam cộng hòa truy quét khiến tổ chức này phải chạy sang Campuchia vào tháng 5 năm 1964. Ngày 19 tháng 9 năm 1964, các toán biệt kích của người Thượng nổi dậy đánh chiếm một số đồn ở Quảng Đức và Đắk Lắk giết chết 35 quân nhân người Việt, bắt sống quận trưởng quận Đức Lập, chiếm đài phát thanh Ban Mê Thuột kêu gọi thành lập quốc gia độc lập. Ngày 20 tháng 9 năm 1964, Chuẩn tướng quân lực Việt Nam Cộng hòa là Nguyễn Phước Vĩnh Lộc huy động quân đội đánh tan vỡ quân người Thượng, nhưng do yêu cầu của Mỹ họ ngừng tay.
Vào ngày 20 tháng 9 năm 1964, Mặt trận Giải phóng Cao nguyên, Mặt trận Giải phóng Champa, Mặt trận Giải phóng Campuchia Krom, Mặt trận Giải phóng Campuchia Bắc đã cùng liên kết thành lập Mặt trận Thống nhất Đấu tranh của các Sắc tộc bị Áp bức (FULRO) do quốc vương Sihanouk chủ tọa. Chủ trương của họ là đấu tranh cho quyền tự quyết của các sắc tộc thiểu số, tiến hành chiến tranh du kích để ly khai vùng Tây Nguyên khỏi lãnh thổ Việt Nam. Y Bhăm Êñuôl giữ vai trò biểu tượng phong trào, lãnh đạo là Les Kosem. Từ năm 1965, FULRO đã có hoạt động tấn công bằng vũ trang, đòi hỏi cho các chính sách tốt hơn đối với người Thượng. Cả Mỹ và Việt Nam cộng hòa đã tổ chức thương thuyết với họ, bắt đầu vào ngày 2 tháng 8 năm 1965, nhằm hướng họ vào cuộc chiến chống Cộng. Trong những năm sau đó diễn ra nhiều cuộc thương thuyết khác. Ngày 1 tháng 2 năm 1969, một thỏa thuận được ký kết giữa Paul Nưr, đại diện Việt Nam Cộng hòa, và Y Dhê Adrong, đại diện FULRO dưới sự chủ tọa của Tổng thống Nguyễn Văn Thiệu. Tháng 6 năm 1975, chính quyền Việt Nam vừa thống nhất đã cho mở chiến dịch hành quân quy mô truy quét FULRO trên khắp Tây Nguyên. Trả lời phỏng vấn nhà báo Nate Thayer, lãnh đạo FULRO cho biết khi họ bắt đầu các hoạt động quân sự chống lại nhà nước Việt Nam sau năm 1975, họ có 10.000 quân, sau 4 năm chỉ còn 2.000 quân. Về sau họ được Khmer Đỏ tiếp tế vì cùng chung kẻ thù là chính quyền Việt Nam và chính quyền Campuchia thân Việt Nam, khi Khmer Đỏ sụp đổ, họ tiếp tục ẩn nấp tại tỉnh Mondolkiri thì bị lực lượng gìn giữ hòa bình UNTAC phát hiện. FULRO bị phân loại là lực lượng vũ trang không phải người bản xứ Campuchia, họ đứng trước nguy cơ bị "hồi hương" về Việt Nam. Các toán FULRO cuối cùng hạ vũ khí năm 1992, 407 binh sĩ FULRO cuối cùng ra giao nộp vũ khí cho Lực lượng Gìn giữ Hòa bình Liên Hợp Quốc (UNTAC) tại Campuchia.
Vào năm 1975, Khmer Đỏ nắm quyền ở Campuchia. Sau đó đã xung đột với Cộng hòa Xã hội Chủ nghĩa Việt Nam bao gồm nhiều động cơ, trong đó có ý định phục hồi lãnh thổ lịch sử. Năm 1978, chính quyền Khmer Đỏ của Campuchia huy động 19 sư đoàn tấn công Việt Nam, với gần 100.000 quân. Đây là hành động mạnh mẽ nhất từng có của Campuchia trong việc khôi phục chủ quyền lịch sử của họ. Việt Nam đã tập trung 180.000 quân tổ chức phản công để bảo vệ chủ quyền hiện tại của mình, quân Việt Nam đánh đến tận thủ đô Phnompenh, tiêu diệt quân đội Khmer Đỏ, lật đổ chính quyền của Campuchia và kiểm soát đất nước này trong hơn 10 năm. Cuộc chiến đã làm tan rã hầu hết quân đội Khmer Đỏ.
Vào năm 1999, Ksor Kok, một thành viên thuộc tổ chức FULRO trước đây, đã thành lập Nhà nước Đêga do Tổ chức Quỹ người Thượng tài trợ. Họ đã tiến hành một số chiến dịch biểu tình, phát tán các tài liệu với các nội dung, tuyên truyền chống chính phủ Cộng hòa Xã hội chủ nghĩa Việt Nam, nhằm ly khai Tây Nguyên ra khỏi Việt Nam. Hiện tổ chức nhà nước này đang lưu vong tại Hoa Kỳ.
Chính khách Campuchia Sam Rainsy bảy tỏ thẳng thắn quan điểm cá nhân của ông rằng vùng đất cổ từng thuộc về Campuchia bị Việt Nam chiếm nên được trả lại.

### Sách bằng Tiếng Việt
- Bình Nguyên Lộc (1987). Nguồn gốc Mã Lai của dân tộc Việt Nam. Nhà xuất bản Xuân Thu. OCLC 17063927.
- Bùi Hồng Nhân (2001). Quảng Ngãi đất nước con người vǎn hóa. Sở vǎn hóa thông tin. OCLC 52614295.
- Bùi Thiết (1995). Vua chúa Việt Nam: triều đại, đời vua chúa, miếu hiệu, niên hiệu. Nhà xuất bản Văn hóa thông tin. OCLC 434650107.
- Chu Quang Trứ (2002). Văn hóa Việt Nam: nhìn từ mỹ thuật, Tập 2. Viện mỹ thuật.
- Dương Văn An (1961). Ô-châu cận lục. Văn hóa Á châu.
- Đảng cộng sản Việt Nam (2003). Lịch sử đấu tranh cách mạng quận Hải Châu, 1930-1975. Nhà xuất bản Đà Nẵng. OCLC 61262931.
- Đặng Biên (1989). Tây Nguyên trên đường phát triển. Nhà xuất bản Khoa học xã hội. OCLC 26672549.
- Đặng Nghiêm Vạn, Lê Trung Vũ (2002). Tổng tập văn học các dân tộc thiểu số Việt Nam, Tập 2. Nhà xuất bản Đà Nẵng. OCLC 50146587.
- Đặng Việt Bích (2006). Tìm hiểu văn hóa dân tộc. Nhà xuất bản Văn hóa Thông tin. OCLC 226069629.
- Đông Hồ (1970). Văn-học miền-nam, văn-học Hà-tiên: Chiêu Anh Các Hà-tiên thập cảnh khúc vịnh. Nhà xuất bản Quình Lâm. OCLC 10648725.
- Đỗ Quỳnh Nga (2013). Công cuộc mở đất Tây Nam Bộ thời chúa Nguyễn. Nhà xuất bản Chính trị quốc gia-Sự thật. OCLC 879651803.
- Đỗ Văn Ninh, Nguyễn Danh Phiệt, Đặng Kim Ngọc, Nguyễn Duy Hinh (2001). Lịch sử Việt Nam, Tập 4. Nhà xuất bản Khoa học xã hội.{{Chú thích sách}}:  Quản lý CS1: nhiều tên: danh sách tác giả (liên kết)
- Hoàng Văn Huyền (1980). Tây Nguyên. Nhà xuất bản Văn hóa.
- Hoàng Xuân Việt (2006). Tìm hiểu lịch sử chữ quốc ngữ. Công ty Văn hóa Hương Trang. OCLC 254754233.
- Hồ Trung Tú (2012). Có 500 năm như thế: hình dung sự hình thành bản sắc Quảng Nam. Nhà xuất bản Đà Nẵng.
- Hội đồng trị sự Nguyễn Phúc tộc (1995). Nguyễn Phúc tộc thế phả: thủy tổ phả, vương phả, đế phả. Nhà xuất bản Thuận Hóa.
- Hội khoa học lịch sử Thành phố Hồ Chí Minh (2002). Nam Bộ đất & người, Tập 1. Hội khoa học lịch sử Thành phố Hồ Chí Minh.
- Hội Việt Nam Nghiên cứu Liên lạc Văn hóa Á châu (1958). Văn hóa Á châu, Tập 1. Hội Việt Nam Nghiên cứu Liên lạc Văn hóa Á châu.
- Huỳnh Công Tín (2006). Cảm nhận bản sắc Nam Bộ. Nhà xuất bản Văn hóa-thông tin.
- Huỳnh Ngọc Trảng (2007). Địa chí Đại Nghĩa, huyện Đại Lộc, tỉnh Quảng Nam. Nhà xuất bản Đà Nẵng.
- Khổng Diễn (2003). Dân tộc học Việt Nam thế kỷ XX và những năm đầu thế kỷ XXI. Nhà xuất bản Khoa học xã hội. OCLC 55940316.
- Lâm Giang (1968). Hùng-khí Tây-Sơn. Nhà xuất bản Sơn Quang. OCLC 751745231.
- —— (1970). Việt Nam quân chính tân thư, Tập 2. Cựu trại sinh Gia Long - Phú Thọ. OCLC 9564244.
- Lê Thông (2007). Việt Nam đất nước con người. Nhà xuất bản Giáo dục. OCLC 276335902.
- Lưu Văn Lợi (2000). Ngoại giao Đại Việt. Nhà xuất bản Công an nhân dân. OCLC 45856152.
- Lương Ninh (2006). Vương quốc Champa. Nhà xuất bản Đại học quốc gia Hà Nội. OCLC 951206994.
- Phan Hữu Dật (2001). Mấy vấn đề lý luận và thực tiễn cấp bách liên quan đến mối quan hệ dân tộc hiện nay. Nhà xuất bản Chính trị quốc gia. OCLC 50135356.
- Mai Thanh Sơn (2011). Đa dạng & bản sắc, chính sách đất đai và văn hóa tộc người. Nghiên cứu trường hợp tại Sóc Trăng: sách tham khảo. Nhà xuất bản Thế Giới. OCLC 808633713.
- Ngô Đức Thịnh (chủ biên) (2004). Tìm hiểu luật tục các tộc người ở Nam Tây Nguyên. Nhà xuất bản Văn hóa dân tộc. OCLC 65221492.
- Ngô Thì Sĩ (2011). Đại Việt sử ký tiền biên. Nhà xuất bản Văn hóa thông tin. OCLC 765852863.
- Ngô Văn Doanh (1994). Văn hóa Chăm Pa. Nhà xuất bản Văn hóa thông tin. OCLC 32735317.
- Nguyên Ngọc (2004). Tìm hiểu con người xứ Quảng. Tỉnh ủy Quảng Nam. OCLC 135785017.
- Nguyễn Đình Đầu (1994). Nghiên cứu địa bạ triều Nguyễn: Vĩnh Long. Nhà xuất bản Thành phố Hồ Chí Minh. OCLC 776824099.
- Nguyễn Gia Tường (1993). Đại Việt sử lược. Nhà xuất bản Thành phố Hồ Chí Minh. OCLC 32508958.
- Nguyễn Hiền Đức (1995). Lịch sử Phật giáo Đàng Trong, Tập 1-2. Nhà xuất bản Thành phố Hồ Chí Minh. OCLC 34243273.
- Nguyễn Hữu Châu Phan (1971). Xã hội nhà Lý nhìn dưới khía cạnh pháp luật. Nhà xuất bản Sùng Chính Tùng Thư.
- Nguyễn Hữu Hiếu (2002). Chúa Nguyễn và các giai thoại mở đất phương Nam. Nhà xuất bản Trẻ. OCLC 777615148.
- Nguyễn Khắc Thuần (2007). Tiến trình văn hóa Việt Nam từ khởi thủy đến thế kỉ XIX. Nhà xuất bản Giáo dục. OCLC 867806742.
- Nguyễn Q. Thắng (1999). Từ điển tác gia văn hóa Việt Nam. Nhà xuất bản Văn hóa-Thông tin. OCLC 46322594.
- —— (2005). Quảng Nam, trong hành trình mở cõi và giữ nước: nhìn từ góc độ văn hóa. Nhà xuất bản Tổng hợp Tp. Hồ Chí Minh.
- Nguyễn Tuấn Triết (2003). Tây Nguyên cuối thế kỷ XX: vấn đề dân cư và nguồn nhân lực. Nhà xuất bản Khoa học xã hội. OCLC 56513232.
- —— (2007). Tây Nguyên những chặng đường lịch sử văn hóa. Nhà xuất bản Khoa học xã hội. OCLC 181092257.
- Nguyễn Văn Kim (2017). Vùng đất Nam Bộ, tập 3 (PDF). Nhà xuất bản Chính trị quốc gia sự thật. ISBN 9786045724958. OCLC 1089649065.
- Nguyễn Việt, Lê Hoàng Nguyễn (1999). Lược khảo biên niên sử Việt Nam & thế giới trước năm 2000: địa lý, nhân văn xã hội, y học, khoa học kỹ thuật, thể thao, nghệ thuật. Nhà xuất bản Hội nhà văn. OCLC 43649825.
- Nguyễn Xuân Kính (2009). Thông báo văn hóa 2008. Nhà xuất bản Khoa học xa̋ hội. OCLC 505217626.
- Phạm Thế Ngữ (1961). Việt Nam văn học sử: Văn học lịch triều Việt văn. Quốc Học Tùng Thư.
- Phạm Văn Sơn (1956). Việt-sử tân biên: Nhà Hồng Bàng - Nhà Lý. Văn hóa Á châu.
- —— (1960). Việt sử toàn thư. Nhà xuất bản Khai trí. OCLC 219854245.
- —— (1972). Việt Nam chiến sử. tác giả Phạm Văn Sơn. OCLC 214989643.
- Phạm Việt Tuyền (1965). Văn-học miền-nam: Thời Nam Bắc phân tranh (Các thế kỷ XVI - XVIII). Nhà xuất bản Khai trí. OCLC 1158505918.
- Phan Khoang (1985). Việt sử: xứ đàng trong, 1558-1777: cuộc nam-tiến của dân-tộc Việt-Nam, Tập 2. Nhà xuất bản Xuân thu.
- Quốc sử quán triều Nguyễn (1962). Đại Nam thực lục tiền biên. Nhà xuất bản Sử học, Hà Nội.
- —— (1995). Đại Nam liệt truyện tiền biên. Nhà xuất bản Khoa học xã hội. OCLC 39377287.
- ——— (2002). Đại nam thực lục, Tập 1. Nhà xuất bản Giáo dục.
- Thanh Ba (1997). Nguyễn Hữu Cảnh, chân dung người mở cõi. Nhà xuất bản Mũi Cà Mau. OCLC 39181264.
- Thái Văn Kiểm (1960). Đất Việt trời nam. Nhà xuất bản Nguồn sống. OCLC 5209696.
- Thế Uyên (1990). Con đường qua mùa đông. Nhà xuất bản Xuân Thu. OCLC 21539109.
- Trần Bạch Đằng (1986). Đồng bằng sông Cửu Long 40 năm. Nhà xuất bản Thành phố Hồ Chí Minh. OCLC 26350545.
- —— (1998). Địa chí văn hóa Thành phố Hồ Chí Minh, Tập 4. Nhà xuất bản Thành phố Hồ Chí Minh. OCLC 41654379.
- Trần Trọng Kim (1958). Việt-Nam Sử Lược. Nhà xuất bản Tân Việt. OCLC 83084951.
- —— (1990). Việt-Nam Sử-Lược, Tập 2. Nhà xuất bản Xuân Thu.
- Trần Xuân Sinh (2003). Thuyết Trần: sử nhà Trần. Nhà xuất bản Hải Phòng.
- Trường Chinh (1975). Cách mạng dân tộc dân chủ nhân dân Việt-nam: tác phẩm chọn lọc, Tập 2. Nhà xuất bản Sự thật. OCLC 1231554960.
- Trường Giang (1999). Một thập kỷ, Bài báo hay. Nhà xuất bản Thanh niên. OCLC 43207473.
- Toan Ánh (2002). Văn hóa Việt Nam: những nét đại cương. Nhà xuất bản Văn học. OCLC 50099585.
- Tùng Phong (1965). Chính-đề Việt-Nam. Nhà xuất bản Đồng Nai. OCLC 23397375.
- Viện dân tộc học (2006). Dân tộc Ba Na ở Việt Nam. Nhà xuất bản Khoa học xã hội. OCLC 181092282.
- Vũ Kim Toàn (1971). Mã-Lai-Á và vấn-đề trung-lập-hóa Đông-Nam-Á. Nhà xuất bản Khởi Hành. OCLC 23565061.

### Sách bằng Tiếng Anh
- A. Dirk Moses (2008). Empire, Colony, Genocide: Conquest, Occupation, and Subaltern Resistance in World History. Berghahn Books. ISBN 978-1-84545-452-4. Bản gốc lưu trữ ngày 27 tháng 9 năm 2023. Truy cập ngày 9 tháng 9 năm 2022.
- Ben Kiernan (2008). Blood and Soil: Modern Genocide 1500-2000. Melbourne Univ. Publishing. ISBN 978-0-522-85477-0.
- Bruce Lockhart và Trần Kỳ Phương (2011). The Cham of Vietnam: History, Society and Art [Người Chăm ở Việt Nam: Lịch sử, Xã hội và Nghệ thuật]. Hawaii: University of Hawaii Press. ISBN 978-9-971-69459-3.
- Choi Byung Wook (2004). Southern Vietnam Under the Reign of Minh Mạng (1820-1841): Central Policies and Local Response [Nam Việt Nam dưới sự trị vì của Minh Mạng (1820-1841): Chính sách trung ương và phản ứng của địa phương]. SEAP Publications. ISBN 978-0-87727-138-3.
- Christopher Goscha (2016). The Penguin history of Modern Vietnam [Lịch sử Què quặt của Việt Nam hiện đại]. Luân Đôn: Penguin Books, Limited. ISBN 978-0-14194-665-8.
- Claire Sutherland (2018). Soldered States: Nation-building in Germany and Vietnam. Manchester University Press. ISBN 978-1-52613-527-8.
- Jean-François Hubert (2012). The Art of Champa [Nghệ thuật Chăm Pa]. Parkstone International. ISBN 978-1-78042-964-9.
- Norman G. Owen (2005). The Emergence Of Modern Southeast Asia: A New History. University of Hawaii Press. ISBN 978-0-8248-2890-5.
- Randall Peerenboom, Carole J. Petersen, Albert H.Y. Chen (2006). Human Rights in Asia: A Comparative Legal Study of Twelve Asian Jurisdictions, France and the USA. Routledge. ISBN 978-1-134-23881-1.{{Chú thích sách}}:  Quản lý CS1: nhiều tên: danh sách tác giả (liên kết)